# Casper Kirketerp-Møller

Casper Kirketerp-Møller (født 1979) er en dansk forretningsmand, der er administrerende direktør i energivirksomheden Clever. Han er en af de tre topchefer i DR's realityserie Cheferne – Jagten på talentet.

## Uddannelse
Kirketerp-Møller blev cand.polit. fra Københavns Universitet i 2006 og tog siden en Executive MBA fra International Institute for Management Development (en) (IMD) i Schweiz i 2015.

## Karriere
Kirketerp-Møller har arbejdet i PwC 2006-2008, Deloitte 2008-2009 og Deutsche Bank i London. I 2009 var han med til at stifte Clever, hvor han i 2015 blev administrerende direktør.

## Andet
Casper er gift med Zarah Kirketerp-Møller, der cand.scient.adm. og arbejder i NGOen "5 skoler", der etablerer skoler i udlandet.
I 2025 optrådte Kirketerp-Møller som en af de tre topchefer i reality-tv-programmet Cheferne – Jagten på talentet på DR, hvor han sammen med Anne Buchardt og Lars Sandahl Sørensen skulle bedømme de deltagende lederaspiranter.